# 山本頭
山本頭是一種類似平頭的髮型，但額頭兩側稍高，頭頂也沒像平頭一樣平，是曾經流行於日本黑社會的一種髮型。
據稱其名稱是源於第二次世界大戰的日本海軍將領山本五十六。